# Leonhard Marstaller
Leonhard Marstaller (né en 1488 à Nuremberg, mort le 17 mars 1546 à Freising) est un théologien catholique du temps de la  réforme protestante.

## Biographie
Marstaller fait des études à l'ancienne université d'Ingolstadt, alors très réputée, à la Sorbonne et à l'université de Vienne en Autriche et obtient un doctorat en théologie à Vienne en mai 1519. Il est influencé  par Johannes Eck et soutenu par lui, et il est nommé l'année même professeur à l'université d'Ingolstadt. Marstaller occupe treize fois le poste de doyen et six fois celui de recteur, la dernière fois en 1544, mais dans l'ensemble il reste dans l'ombre d'Eck. Après le décès d'Eck, Marstaller devient prochancelier de l'université et remplace l'évêque lors des remises de diplômes.  Il contribue avec zèle à maintenir l’université comme centre spirituel de la  Contre-Réforme. Il accompagne Eck au synode de Salzbourg de 1437 et à la diète de Worms de 1540. Il attaque les positions réformistes d'Arsacius Seehofer : Arsacius Seehofer est un ancien étudiant de Mélanchthon à Wittenberg, a été en 1522 promu Magister à Ingolstadt après avoir abjuré les thèses luthériennes. Michael Marstaller et Nicolaus Appel établissent des thèses pour une disputatio en 1524 mais qui n'a pas lieu.
Marstaller est également, jusqu'à sa mort, chanoine d'Eichstätt.

## Œuvres
- Ad nobilem Leonardum de Eck, cur Billicano non responderit, epistola excusatoria (1524).
- Jngolstadij XI. Aprilis anni present[is] vicesimi quarti. publica disputacione p[er] Sacre theologie. professores, examniabuntur: Septemdecim articuli. M. Arsacium Seehouer nuper reuocati. Centum Conclusiones per D. Leonerdu[m] Marstaller Nurnbergensem ... Septuagintaquinq[ue] Asserciones per D. Nicolau[m] Apell Aeguelu[m] (1524)
- Praesidente Doctore Leon. Marstaller, duae quaestiones hoc in libello conscriptae, uná cu[m] conclusionibus annotatis disputabuntur : pro conferendis doctoralibus theologiae insignibus. Magistro Georgio Falchio Benedictino Lorchensi. Prior de sacrosancto Missae sacrificio per eundem Georgium Flachium doctorandum. Altera expectatoria in uesperijs de communione, per Magistrum Michaelem Vuagner Theologiae Baccalaureum defensanda (1543)
- Quaestio, utrum christianae ecclesiae consultum foret ... (1543)